# Witchfinder General
Об одноимённом фильме смотрите Великий инквизитор (фильм).
Witchfinder General (с англ. — «генеральный охотник за ведьмами») — британская рок-группа, играющая в жанре дум-метал. Создана в 1979 году в Стоурбридже. Относится к новой волне британского хеви-метала и часто приводится в числе групп, оказавших наибольшее влияние на развитие дум-метала.

## История
Группа создана в 1979 году Зибом Парксом и Филом Копом в Стоурбридже, Англия, в рамках развивавшейся в начале 1980-х годов новой волны британского хеви-метала. Участники испытывали сильное влияние Black Sabbath. Значение группы как пионеров жанра дум-метала было оценено уже после её роспуска.
В ноябре 2006 года Witchfinder General воссоединилась, но с участием Гари Мартина, сменившего вокалиста и автора текстов Паркса. В 2007 году вышел сборник Buried Amongst the Ruins, включающий в себя сингл Burning a Sinner, EP Soviet Invasion и четыре концертных записи, среди которых ранее не издававшаяся композиция «Phantasmagorical». Вскоре после этого участники заявили, что группа больше не будет выступать с концертами. В 2008 году вышел третий полноформатный альбом, озаглавленный Resurrected.

## Состав
- Гари Мартин — вокал, автор текстов (с 2007 года по настоящее время)
- Фил Коп — гитара (1979—1984, с 2006 года по настоящее время), бас в альбоме Death Penalty (на обложке указан как Wolfy Trope)
- Род Хокс — бас-гитара (1982—1984, с 2006 года по настоящее время) (в концертном альбоме Live '83)
- Дермот Редмонд — ударные (1983—1984, с 2006 года по настоящее время) (в концертном альбоме Live '83)

### Бывшие участники
- Зиб Паркс — вокал, автор текстов (1979—1984) (синглы Burning a Sinner, Soviet Invasion, альбомы Death Penalty, Friends of Hell, сингл Music, а также все сборники и концертные записи).
- Джонни Фишер — бас-гитара (1979—1980)
- Кевин Мак-Креди — бас-гитара (1981—1982) (синглы Burning a Sinner, Soviet Invasion, сборник Buried Amongst the Ruins)
- Стив Кинселл — ударные (1979—1982) (синглы Burning a Sinner, Soviet Invasion, сборник Buried Amongst the Ruins)
- Грэм Дитчфилд — ударные (1982—1983) (альбомы Death Penalty, Friends of Hell и сингл Music)[1]

## Дискография

### Студийные альбомы
- Death Penalty CD/LP (Heavy Metal Records, 1982)
- Friends of Hell CD/LP (Heavy Metal Records, 1983)
- Resurrected CD (Buried By Time & Dust Records, 2008)

### Концертные альбомы
- Live '83 CD (Nuclear War Now!, 2006)
- Live '83 CD (Nuclear War Now!, 2007 — с исправленной скоростью воспроизведения)

### Синглы и EP
- Burning a Sinner 7" (Heavy Metal Records, 1981)
- Soviet Invasion 12" EP (Heavy Metal Records, 1982)
- Music 7" (Heavy Metal Records, 1983)

### Другие релизы
- Buried Amongst the Ruins CD (NWN! Productions / Buried By Time & Dust Records, 2007)[2]